# Thomas Jackel
Thomas Jackel (* 6. April 1995) ist ein österreichischer Fußballspieler.

## Karriere
Jackel begann seine Karriere in der AKA Linz. Zwischen 2011 und 2013 war er zudem Kooperationsspieler des Landesligisten SV Grün-Weiß Micheldorf. 2013 wechselte er zum Regionalligisten Union St. Florian. Im Sommer 2015 schloss er sich dem Ligakonkurrenten FC Blau-Weiß Linz an. Mit den Linzern konnte er 2015/16 Meister der Regionalliga Mitte werden und somit in den Profifußball aufsteigen. Sein Debüt in der zweiten Liga gab er am ersten Spieltag der Saison 2016/17 gegen die WSG Wattens, als er in Minute 68 für Simon Abraham eingewechselt wurde.
Nach der Saison 2018/19 verließ er BW Linz und wechselte zum Regionalligisten SC Wiener Neustadt, der sich im November 2019 in 1. Wiener Neustädter SC umbenannte. Nach 18 Einsätzen für die Niederösterreicher wechselte er zur Saison 2020/21 zum Ligakonkurrenten Wiener Sport-Club. Für den WSC kam er zu 15 Einsätzen in der Ostliga.
Zur Saison 2022/23 wechselte er zum fünftklassigen SC Korneuburg.